# Цуканов, Николай Николаевич
Никола́й Никола́евич Цука́нов (род. 22 марта 1965, п. Липово, Гусевский район, Калининградская область, РСФСР, СССР) — российский государственный и политический деятель. Старший вице-президент ПАО «Ростелеком» с ноября 2020 года.
Полномочный представитель Президента в Уральском федеральном округе с 26 июня 2018 по 9 ноября 2020. Член Совета Безопасности Российской Федерации с 4 июля 2018 по 16 ноября 2020.
Секретарь Совета при Президенте Российской Федерации по развитию местного самоуправления. Член Государственной пограничной комиссии России. Член Совета при Президенте Российской Федерации по стратегическому развитию и приоритетным проектам.
Помощник Президента Российской Федерации по вопросам местного самоуправления (2017—2018), полномочный представитель Президента Российской Федерации в Северо-Западном федеральном округе (2016—2017). Губернатор Калининградской области (2010—2016). Секретарь Калининградского регионального совета партии «Единая Россия» (2010—2011).
Действительный государственный советник Российской Федерации 1-го класса.

## Биография
Учился в школе № 4 города Гусева. С 1980 по 1983 год учился в среднем профессионально-техническом училище № 17 города Гусева, которое окончил по специальности газоэлектросварщик. Увлекался боксом.
После окончания училища до призыва в армию в 1983 году работал на гусевском заводе «Микродвигатель». Служил по призыву с 1983 по 1985 годы.
После службы по призыву работал пионервожатым во Всероссийском пионерском лагере ЦК ВЛКСМ «Орлёнок».
Затем карьера связана с комсомолом: освобожденный заместитель секретаря комитета ВЛКСМ совхоза «Романово» Зеленоградского района Калининградской области, инструктор Гусевского горкома ВЛКСМ.
С 1988 года учился в Калининградском филиале Ленинградского сельскохозяйственного института (Полесск) на агрономическом факультете, но был отчислен.
Создал строительную фирму «Лава», российско-польское предприятие по деревообработке.
В 1996 году уехал из Калининградской области в Москву. В 1997—1999 годах учился в Высшей школе приватизации и предпринимательства (Москва), которую окончил по специальности юриспруденция.
Работал юристом ЗАО научно-технического центра «Техинвестмед» (Москва), занимающегося поставками медицинского оборудования, некоторое время был учредителем этой фирмы.
Кандидат психологических наук (2002), защищался в Казанском государственном техническом университете имени А. Н. Туполева по теме «Цели и мотивы деятельности менеджера как факторы, влияющие на его эмоциональное выгорание».
Впоследствии прошёл профессиональную переподготовку в Северо-Западной академии государственной службы.
После возвращения в Гусев в середине 2000-х годов создал и возглавил группу компаний «Аматэл».

### Работа в местном самоуправлении
С мая 2005 года — глава городского округа (мэр) муниципального образования «Гусевский городской округ» (17 апреля 2005 года во втором туре голосования набрал 57,58 % голосов избирателей).
В 2007 году подписал отменённое впоследствии судом незаконное постановление о передаче квартиры, предназначавшейся для военнослужащих, гражданскому лицу.
Заявлял, что «переселенцы — это тот спасательный круг, который позволит развиваться нашему муниципалитету».
С января 2009 года — глава муниципального образования «Гусевский муниципальный район».
Осенью 2009 года подвергся резкой критике за волокиту при выполнении программы «Молодая семья», повлекшую многочисленные жалобы.
Областным правительством Гусевский район признан самым эффективным муниципальным образованием области в 2009 году.
В 2010 году Гусев как самый благоустроенный муниципалитет региона получил областную премию в 13,5 миллионов рублей.
С марта 2009 по октябрь 2010 года — председатель ассоциации «Совет муниципальных образований Калининградской области».

### Политическая деятельность
После массовых митингов протеста в 2010 году, во время которых в области не был, заявил, что митинг 30 января — проделки политических партий. Был инициатором обращения руководителей муниципалитетов области к Президенту России с целью поддержки выдвижения Г. Бооса на второй губернаторский срок.
26 июля 2010 года, после отставки Сергея Булычёва, утверждён в должности секретаря регионального политсовета партии «Единая Россия». Считается одним из наиболее приближённых и продвигаемых Г. Боосом, с которым знаком с 2003 года, местных политиков.
16 августа 2010 года выдвинут от «Единой России» кандидатом на должность губернатора Калининградской области вместо Г. Бооса.
С целью недопущения массового митинга протеста в Южном парке 21 августа организовал мероприятия «Единой России» в центре города на площади Победы, при этом говорил, что ничего не знает ни о каких акциях протеста.

### Губернатор Калининградской области

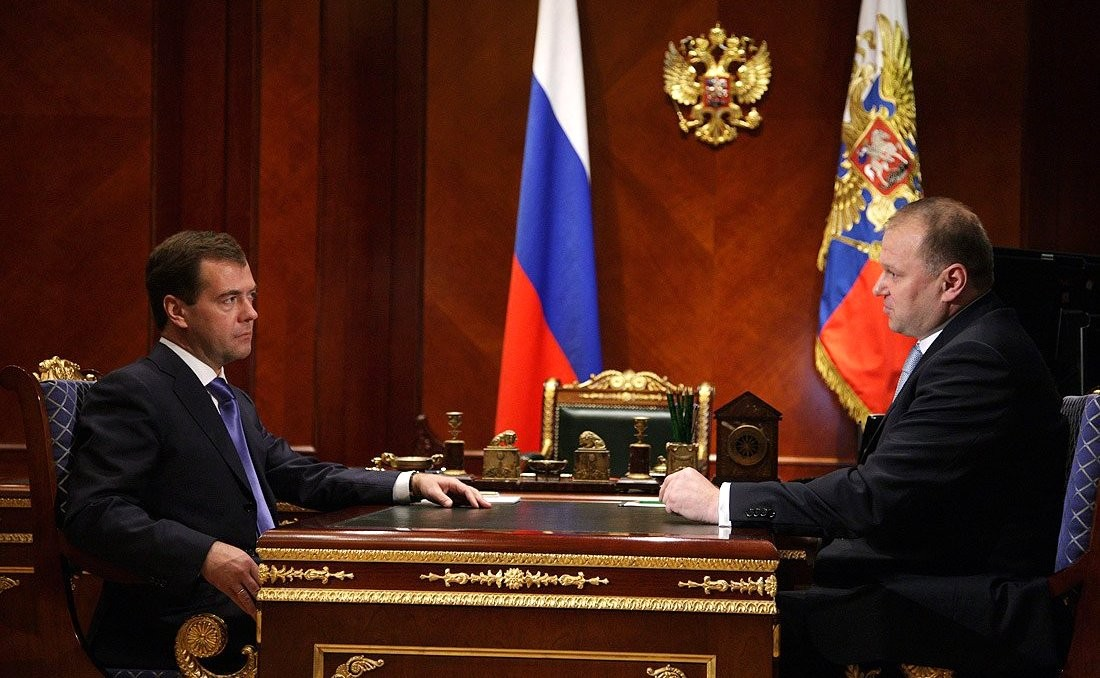
Дмитрий Медведев и Николай Цуканов,
2010 год

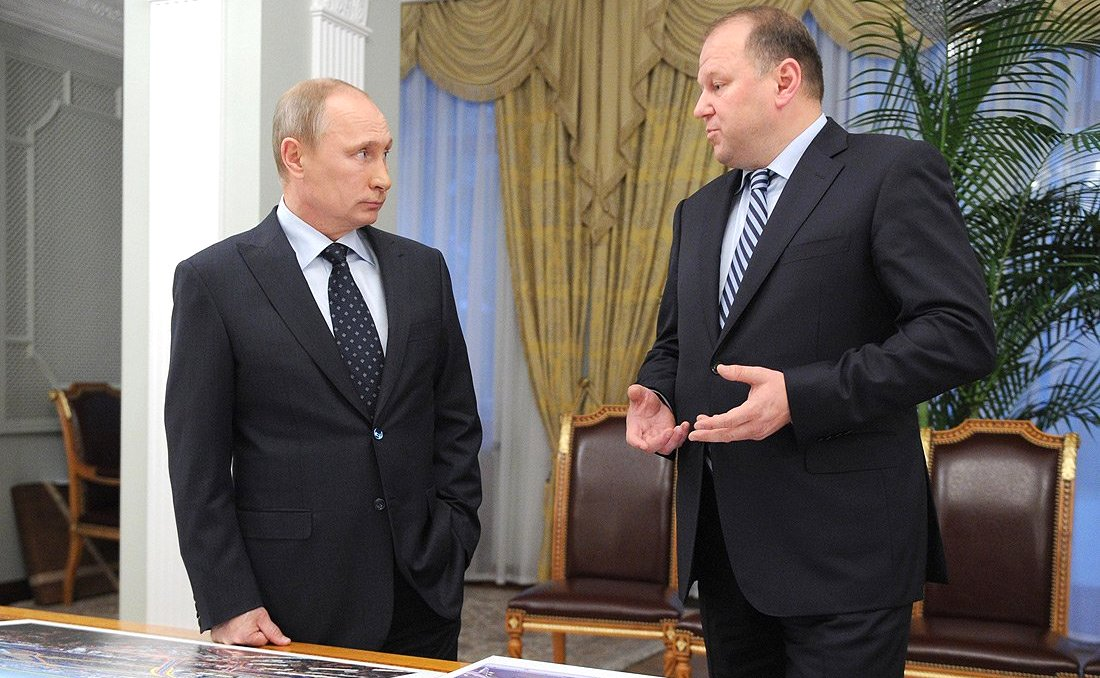
Владимир Путин и Николай Цуканов, 2013 год

23 августа 2010 года его кандидатура на безальтернативной основе была внесена Президентом России Д. Медведевым в Калининградскую областную думу для наделения полномочиями губернатора области.
30 августа 2010 года Калининградская областная дума наделила Николая Цуканова полномочиями губернатора области.
28 сентября 2010 года официально вступил в должность губернатора.
30 сентября 2010 года отменил постановление экс-главы региона Георгия Бооса о крупном премировании высокопоставленных чиновников, которые накануне уволились из правительства Калининградской области.
В ноябре 2010 года одобрил пикет калининградцев, участников движения «Калининград — узник Европы», в Брюсселе.
17 декабря 2010 года Николай Цуканов посетил Чеченскую Республику с целью налаживания культурных и экономических связей. Также он посетил находившихся там сотрудников калининградской милиции.
28 декабря 2010 года новый губернатор представил план своих действий на пять лет.
С 4 января по 28 июля 2012 — член президиума Государственного совета Российской Федерации.
27 июня 2013 года Цуканов на встрече с общественностью сделал скандальное заявление, связанное с футбольным клубом «Балтика». Говоря о достижениях администрации области в деле поддержки «Балтики», Цуканов публично заявил, что в сезоне 2012—2013 команда могла занять высокое 2-3-е место, которое дало было ей право на автоматический переход в Премьер Лигу или, по крайней мере, на участие в стыковых матчах за право перехода. Но губернатор, по его словам, «попросил» команду не занимать такого места, мотивировав это тем, что у акционеров нет денег на содержание «Балтики» в Премьер Лиге. После того, как многие СМИ перепечатали заявление губернатора, он обвинил журналистов в искажении его слов, но не указал, что именно было искажено или подвергнуто неточной интерпретации. Буквально Цуканов сказал следующее:

 "Наша команда сегодня занимает пятое место по итогам сезона, могла занять второе и выйти в Премьер-лигу. Я попросил их этого не делать. Потому что денег у нас не столько, чтобы Премьер-лигу содержать
9 июня 2015 года на сайте президента России появляется информация о встрече Владимира Путина с Николаем Цукановым и указ о досрочной отставке Цуканова и его назначении и. о. губернатора; на следующий день указ с сайта исчезает, пресс-секретарь Президента России Дмитрий Песков объявляет произошедшее технической ошибкой. По мнению некоторых СМИ, произошедшее может означать, что одобрения Президента на участие в выборах Цуканов не получил.
10 июня 2015 года президент России Владимир Путин прекратил губернаторские полномочия Николая Цуканова по собственному желанию. Тем же указом Цуканов назначен временно исполняющим обязанности губернатора Калининградской области.
13 сентября 2015 года состоялись выборы губернатора Калининградской области, на которых Цуканов победил, набрав 70,41 % голосов избирателей.
28 июля 2016 года ушёл в отставку с поста губернатора Калининградской области по собственному желанию.

### Дальнейшая карьера
28 июля 2016 года назначен Полномочным представителем Президента Российской Федерации в Северо-Западном федеральном округе. 12 августа 2016 года включён в состав Совета Безопасности России.
С 17 июля 2017 года член Государственной комиссии по вопросам развития Арктики.
Являлся членом Правительственной комиссии по вопросам социально-экономического развития Калининградской области.
Освобождён от должности полпреда 25 декабря 2017 года с назначением помощником Президента Российской Федерации по вопросам местного самоуправления.
1 января 2018 года выведен из состава Совета Безопасности России.
С 26 июня 2018 по 9 ноября 2020 — Полномочный представитель президента Российской Федерации в Уральском федеральном округе и вновь член Совета Безопасности России.
В ноябре 2020 года освобождён от государственных должностей и  назначен старшим вице-президентом ПАО «Ростелеком» по цифровизации промышленности и лесного хозяйства.

## Критика
В июле 2011 года 1200 калининградцев подписали открытое письмо президенту России с требованием отправить в отставку областное правительство, «а решение о дальнейшей судьбе такого горе-губернатора» принимать самому. Согласно авторам письма, областное правительство составили «люди без соответствующего уровня профессиональной подготовки, как правило, бывшие друзья или сослуживцы Николая Цуканова», причём «имеющие криминальное прошлое или пришедшие из бизнеса, которые продолжают лоббировать свои корыстные интересы». Тираж местной газеты, в которой предполагалось опубликовать письмо, был изъят.
В марте 2012 года в газете «Калининградская правда» появилась публикация, в которой ставилась под сомнение законность получения Цукановым высшего образования, поскольку диплом по специальности «Юриспруденция» он получил, отучившись по данной специальности 2 года вместо положенных 5 лет. В свою очередь представитель ВУЗа, в котором учился Цуканов, подтвердила, что он действительно обучался в вузе и закончил его в 1999 году
В июле 2019 года общественник из Екатеринбурга Ярослав Ширшиков написал шуточное письмо В. В. Путину о создании Уральской республики и в шутку назвал Цуканова польским шпионом. Обидевшись, Цуканов обратился в органы для возбуждения уголовного дела против Ширшикова. Сразу же в квартире общественника были проведены обыски с избиением. Судебный процесс назначен на 10 января 2020 года.
Скандальное обвинение появилось на фоне ареста ближайшего долговременного помощника Цуканова со времён работы в Гусеве Александра Воробьева, который был осужден за шпионаж в пользу Польши.

## Семья
Мать — Надежда Цуканова, депутат Гусевского районного совета депутатов, уроженка города Кобрин Брестской области.
Имеет старшего брата Андрея.
Дважды женат. В 2010 году в присутствии Г. Бооса заключил официальный брак с гражданской женой Светланой Александровной. Дети:
- Юрий (1987—2019[50]) от первого брака, выпускник юридического факультета Московского государственного социального университета.
- Николай (р. 2012) от второго брака.
- Мария (р. 2020)[51]

## Доходы
Согласно данным, размещённым в декларации, содержащей сведения о доходах, расходах, об имуществе и обязательствах имущественного характера лиц, замещающих государственные должности Российской Федерации, за 2018 год Николай Цуканов заработал 10 187 557 рублей. Доход его супруги за тот же период составил 17 489 161 рубль. Также в собственности Цуканова цех и производственное здание площадью почти 8 тыс. м².

## Награды
- Орден Александра Невского (31 июля 2025) — за достигнутые трудовые успехи и многолетнюю добросовестную работу[54]
- Орден Почёта[55]
- Медаль «За заслуги перед Республикой Карелия» (18 мая 2020) — за высокие достижения в профессиональной деятельности и заслуги перед Республикой Карелия и ее жителями
- Почётный гражданин муниципального образования «Гусевский муниципальный район» (2009)[56]
- Медаль ордена «За заслуги перед Отечеством» II степени[57]
- Нагрудный знак МИД России «За вклад в международное сотрудничество» (2011 год)[58]
- Орден «За заслуги перед Калининградской областью»[59]
- Орден Святого благоверного князя Даниила Московского II степени[60]
- Медаль «За заслуги перед Калининградской областью»
- Медаль ФСКН России «За содействие органам наркоконтроля» (2012)[61]
- Медаль «За содружество во имя спасения» (2013)[62]
- Почётная медаль «За заслуги в деле защиты детей России» (2015)[63]
- Памятная медаль оргкомитета «Победа» «70 лет Победы в Великой Отечественной войне 1941—1945 годов» (2015)[64]
- Награждён именным огнестрельным оружием[источник не указан 2586 дней]
- Медаль «МПА СНГ. 25 лет» (27 марта 2017 года, Межпарламентская ассамблея СНГ) — за заслуги в деле развития и укрепления парламентаризма, за вклад в развитие и совершенствование правовых основ функционирования Содружества Независимых Государств, укрепление международных связей и межпарламентского сотрудничества[65]